# Goa Gil
Gilbert Ralph Levey, más conocido como Goa Gil (San Francisco, California, 6 de octubre de 1951-San Francisco, California, 26 de octubre de 2023), fue un músico, DJ y organizador de fiestas estadounidense famoso por ser una de las personalidades claves en la aparición del goa trance y psytrance. Es también conocido que vivió en San Francisco mientras nacía el movimiento hippie. Pionero del movimiento Psytrance en el mundo entero. 
En febrero de 2023 canceló su gira programada por motivos de salud por un diagnóstico de linfoma de células de alto grado B, el cual se había extendido en su cuerpo. Fue ingresado de emergencia para su tratamiento inmediato. Falleció en la noche del 26 de octubre de 2023.

## Biografía
Nació en 1951 y creció en San Francisco, California.[cita requerida] Fue testigo del nacimiento del movimiento hippie y de la música psicodélica, estando envuelto en los colectivos Family Dog y Sons of Champlon. Cuando observó que la escena de San Francisco decaía, decidió marcharse. En 1969 partió hacia Ámsterdam para posteriormente viajar hasta la India, estableciéndose en Goa. Esta más tarde se convertiría en una "mecca" hippie en Asia. Allí descubrió a los sadhus para convertirse el mismo en uno de ellos bajo la guía del Guru Mahant Nirmalanand Saraswati Ji Maharaj. Para Gil, y para los seguidores de sus fiestas, el baile es una forma activa de meditación y el uso de la música trance es una forma de expresar antiguos rituales tribales en el siglo XXI, concurrir a sus fiestas es considerado una experiencia inolvidable, por la buena actitud de sus participantes y el contacto constante con la naturaleza y la meditación.
Durante los años 1990, la estética del movimiento Goa trance se expandió mundialmente gracias a mochileros europeos e israelitas que habían conocido las fiestas de Goa. Gil  vivía en Goa durante algunos meses del año y pasaba el resto del año viajando y haciendo de DJ en fiestas en diferentes lugares.
Goa Gil murió de cáncer a las 20:30 PM del 26 de octubre de 2023 a los 72 años de edad mientras dormía